# Конференция Алфёрова
Всероссийская научно-практическая конференция имени Жореса Алфёрова — ежегодное российское научное событие, созданное на базе старейшей советской научной конференции, проводимой в Санкт-Петербурге с 1975 года. Мероприятие названо в честь Жореса Ивановича Алфёрова - академика, лауреата Нобелевской премии по физике (2000г.).
В конференции ежегодно задействовано более 80 регионов России.

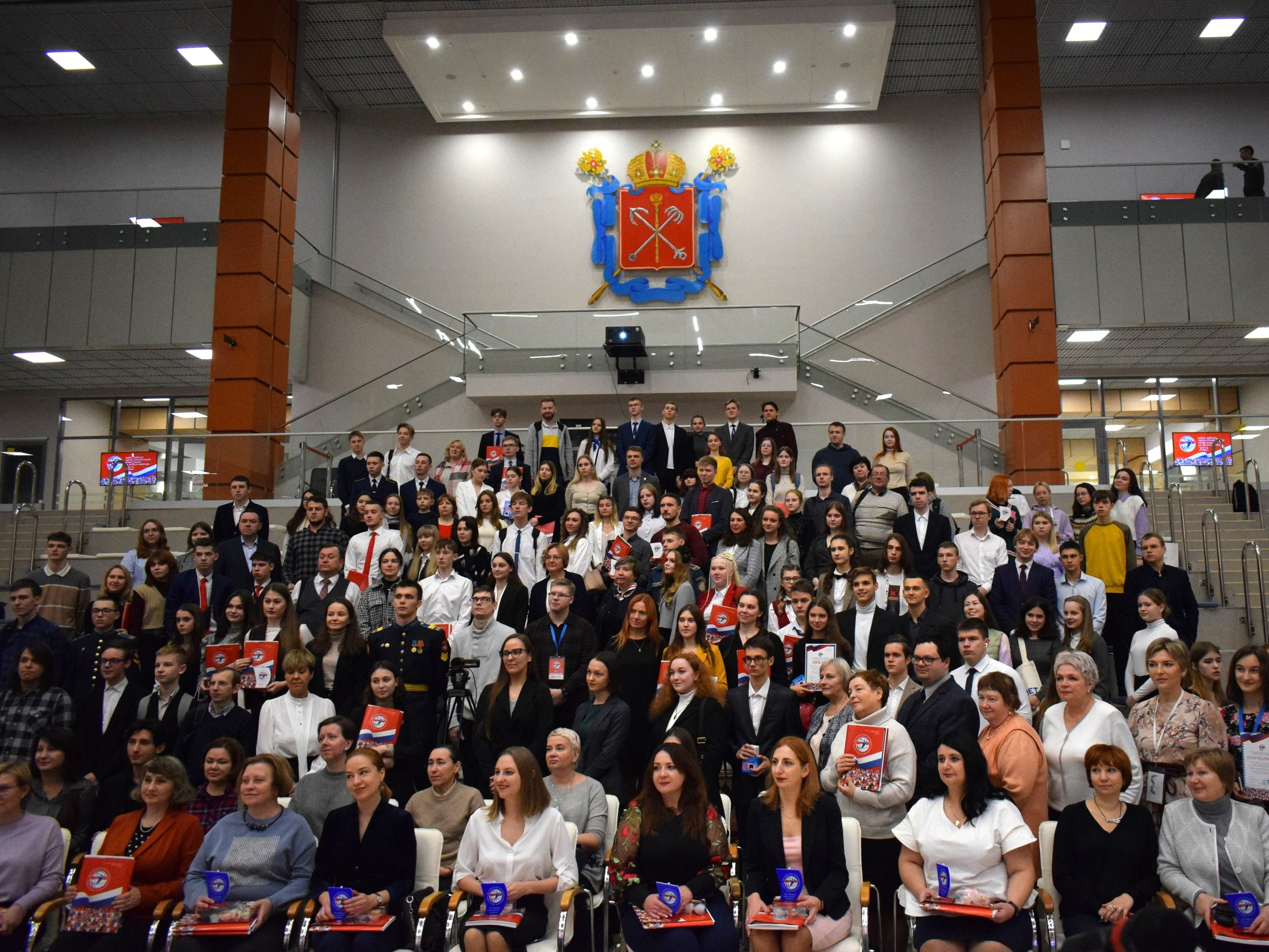
ВНПК Алферова-2023. Участники Конференции Алфёрова на площадке Мультимедийного исторического парка "Россия - Моя история" в Санкт-Петербурге
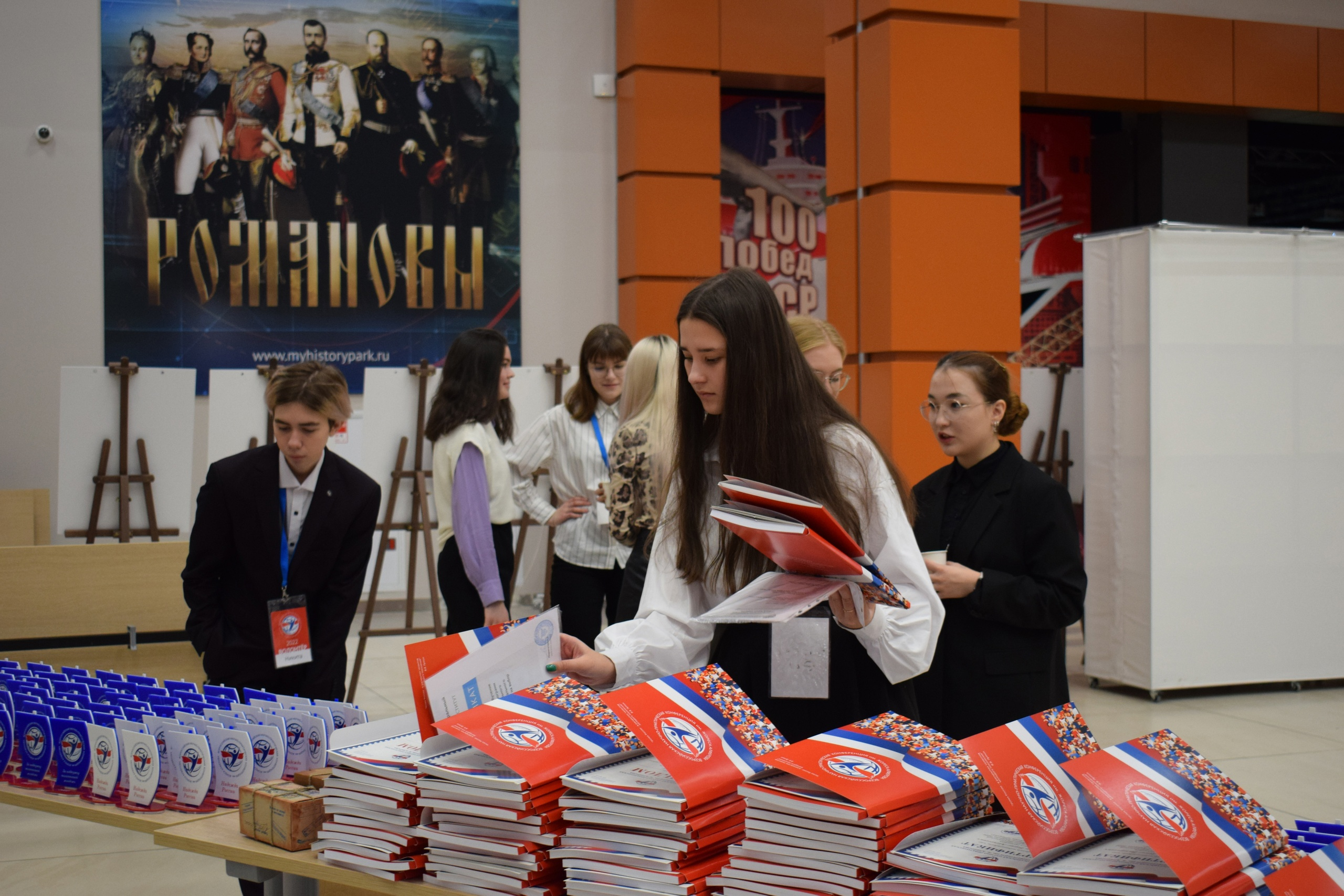
ВНПК Алферова-2023. Подготовка к выдаче Сборников тезисов финалистам молодежного конкурса научных работ Конференции Алфёрова
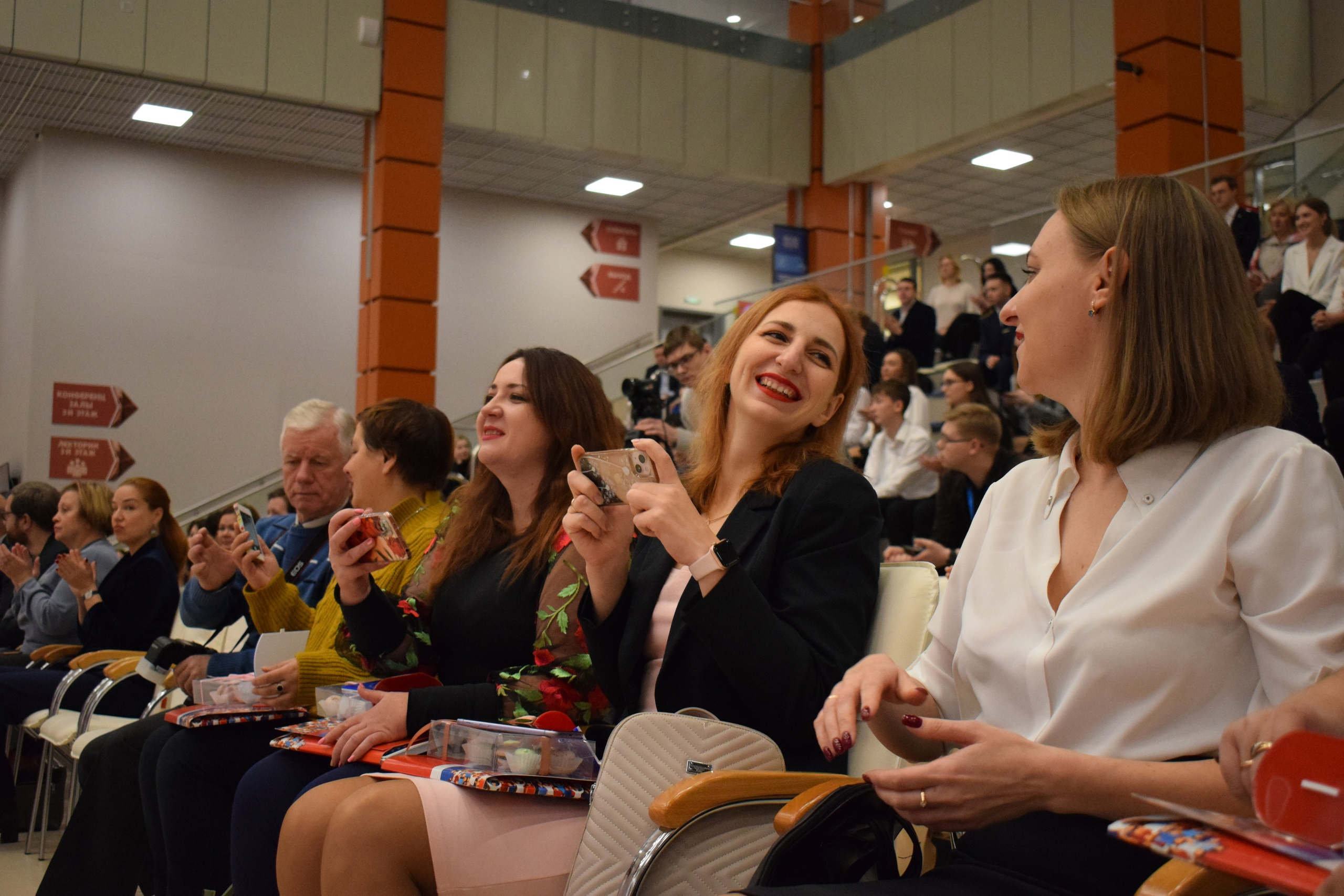
ВНПК Алферова-2023. Эксперты на торжественной церемонии Открытия Конференции Алфёрова

## Цель конференции
Целью Конференции является формирование кадрового потенциала страны посредством консолидации усилий предприятий реального сектора экономики, государства, фундаментальной и академической наук, направленных на поиск, поддержку и развитие талантливой молодежи с учетом запроса действующих предприятий. 

## Структура конференции
С 1975 года конференция способствует выявлению научных идей и разработок учащимися старших классов образовательных организаций, студентами среднего профессионального и высшего образования России. Сейчас конкурс молодежных научных работ состоит из двух уровней: отборочный заочный и заключительный очный в Санкт-Петербурге.

#### Молодежные секции Конференции
В 2023 году к выбору участников представлены 10 направлений для исследований: IT-технологии, в том числе инноватика в IT, Точные науки, Физика и астрономия, Техника, технологии и приборостроение, Медицина, биология, медицинская химия, Химия, Филология и литературоведение, История и культурология, Социальные и общественные науки, Науки о Земле .

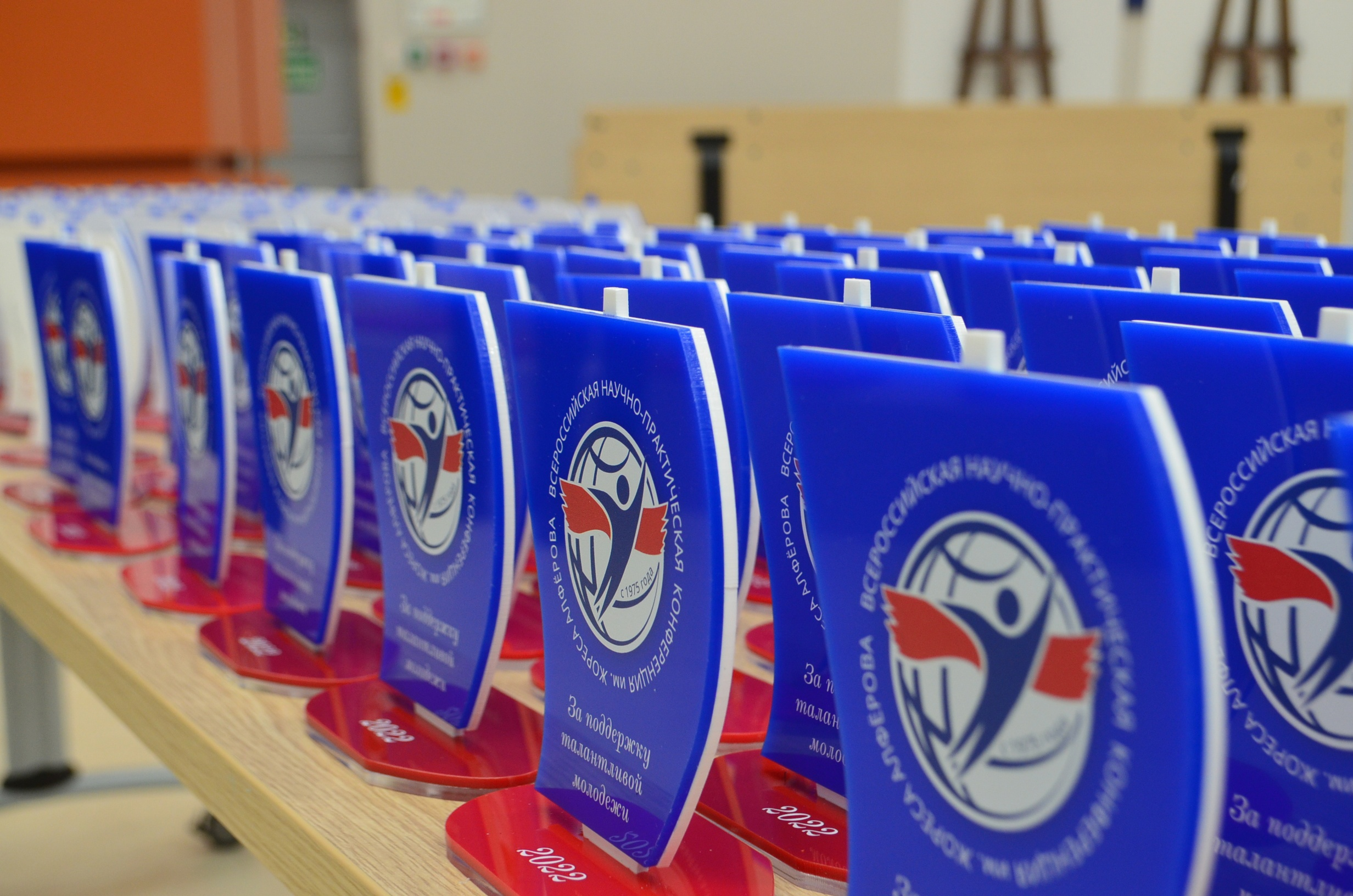
ВНПК Алфёрова-2023. Сувениры лауреатам молодежного конкурса научных работ Конференции Алферова

#### Публикация работ финалистов
По итогам конференции тезисы лучших работ публикуются в сборнике с присвоением РИНЦ индекса.

## Поддержка Конференции

#### Перечень мероприятийМинистерства Просвещения России
Конференция с 2021 года по настоящее время включена в Приказ Министерства просвещения РФ «Об утверждении перечня олимпиад и иных интеллектуальных и (или) творческих конкурсов, мероприятий, направленных на развитие интеллектуальных и творческих способностей, способностей к занятиям физической культурой и спортом, интереса к научной (научно-исследовательской), инженерно-технической, изобретательской, творческой, физкультурно-спортивной деятельности, а также на пропаганду научных знаний, творческих и спортивных достижений».
Благодаря включению конференции в Перечень, финалисты конференции имеют возможность получить дополнительные баллы к ЕГЭ при поступлении в отдельные ВУЗы страны.

#### Субсидия Правительства Санкт-Петербурга
Весной 2023 года Всероссийская научно-практическая конференция имени Жореса Алфёрова выиграла конкурс на получение субсидии от Комитета по молодежной политике и взаимодействию с общественными организациями Санкт-Петербурга.